# Вырья (приток Низьвы)
Вырья — река в России, протекает в Чердынском районе Пермского края. Устье реки находится в 46 км по правому берегу реки Низьва. Длина реки составляет 23 км.
Исток находится в холмах западных подножий Северного Урала в 17 км к северо-востоку от посёлка Ныроб. Всё течение реки проходит по ненаселённой холмистой местности Полюдова кряжа. Течёт на юг, принимает справа приток Южный Шилип. Впадает в Низьву в урочище Мысагорт.

## Данные водного реестра
По данным государственного водного реестра России относится к Камскому бассейновому округу, водохозяйственный участок реки — Кама от водомерного поста у села Бондюг до города Березники, речной подбассейн реки — бассейны притоков Камы до впадения Белой. Речной бассейн реки — Кама.
Код объекта в государственном водном реестре — 10010100212111100006611.